# 若尔达讷河畔圣西尔格
若尔达讷河畔圣西尔格（法語：Saint-Cirgues-de-Jordanne，法語發音：[sɛ̃ siʁɡ də ʒɔʁdan]）是法国康塔尔省的一个市镇，属于欧里亚克区。

## 地理
若尔达讷河畔圣西尔格（45°1'42"N, 2°34'56"E）面积16.24 平方千米，位于法国奥弗涅-罗讷-阿尔卑斯大区康塔爾省，该省份为法国中南部省份，位于法國中央高原中心，北起科雷兹省、上盧瓦爾省和多姆山省，西接洛特省和科雷兹省，南至阿韦龙省和洛特省，东临上盧瓦爾省和洛泽尔省。
与若尔达讷河畔圣西尔格接壤的市镇（或旧市镇、城区）包括：拉塞勒、芒达耶-圣于连、圣普罗热德萨莱尔、蒂耶扎克。

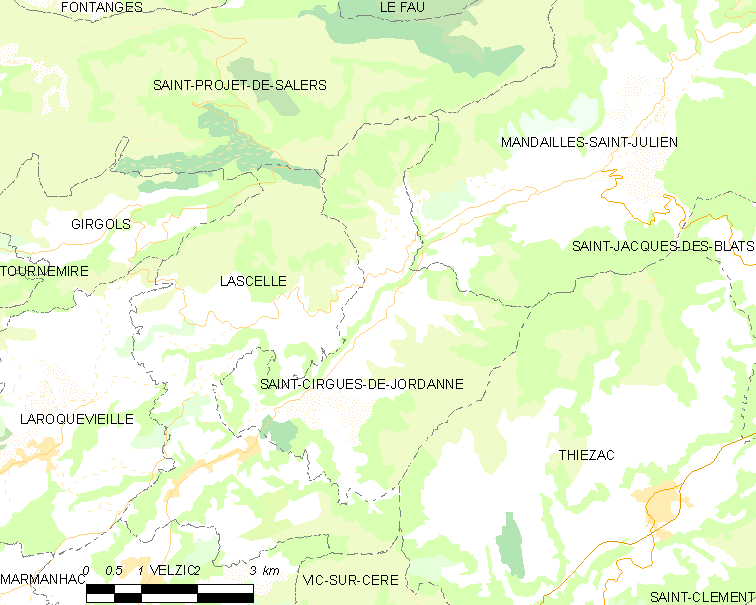
若尔达讷河畔圣西尔格的OSM定位图

若尔达讷河畔圣西尔格的时区为UTC+01:00、UTC+02:00（夏令时）。

## 行政
若尔达讷河畔圣西尔格的邮政编码为15590，INSEE市镇编码为15178。

## 政治
若尔达讷河畔圣西尔格所属的省级选区为塞尔河畔维克县。

## 人口

1962-2008年间若尔达讷河畔圣西尔格人口变化图示

若尔达讷河畔圣西尔格于2022年1月1日时的人口数量为139人。